# Třída Elli
Třída Elli je třída víceúčelových fregat řeckého námořnictva. Jedná se o původně nizozemské fregaty třídy Kortenaer. Dvě byly postaveny přímo pro Řecko a dalších osm jich země později zakoupila z nizozemských přebytků. Řecká a ex-nizozemská plavidla se mírně liší, například složením výzbroje. Sedm fregat je stále v aktivní službě.

## Stavba

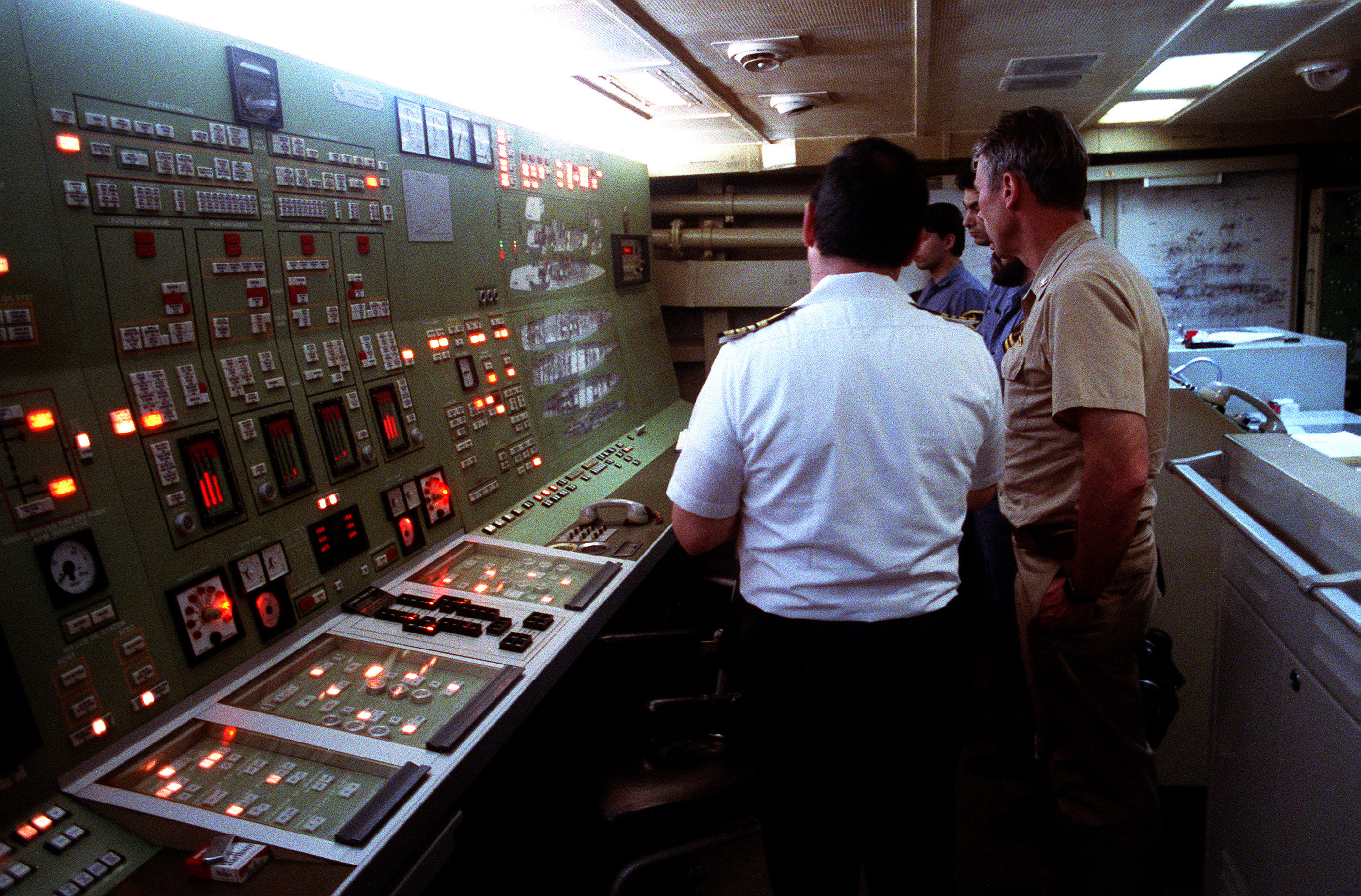
Strojovna fregaty Limnos

První dvě fregaty, pojmenované Elli (F-450) a Limnos (F-451), byly v nizozemsku rozestavěny jako fregaty Pieter Floritz a Witte de With, patřící do třídy Kortenaer. Řecko chtělo fregaty této třídy a Nizozemsko, aby urychlilo celou dodávku, mu přednostně dodalo tato rozestavěná plavidla. Řecké námořnictvo je do služby zařadilo v letech 1981–1982. Pro řecké námořnictvo to byly první moderní větší válečné lodě od doby druhé světové války. Plavidla se osvědčila a když po skončení studené války nizozemsko začalo počet svých fregat omezovat, Řecko o vyřazená plavidla projevila zájem a postupně zakoupilo dalších osm jednotek (Řecko tak získalo všechny s výjimkou dvou kusů, zakoupeným Spojenými arabskými emiráty). Nesou jména Adrias (F 459), Aegeon (F 460), Navarinon (F 461), Kountouriotis (F 462), Bouboulina (F 463), Kanaris (F 464), Themistoklis (F 465) a Nikiforos Fokas (F 466).

## Konstrukce

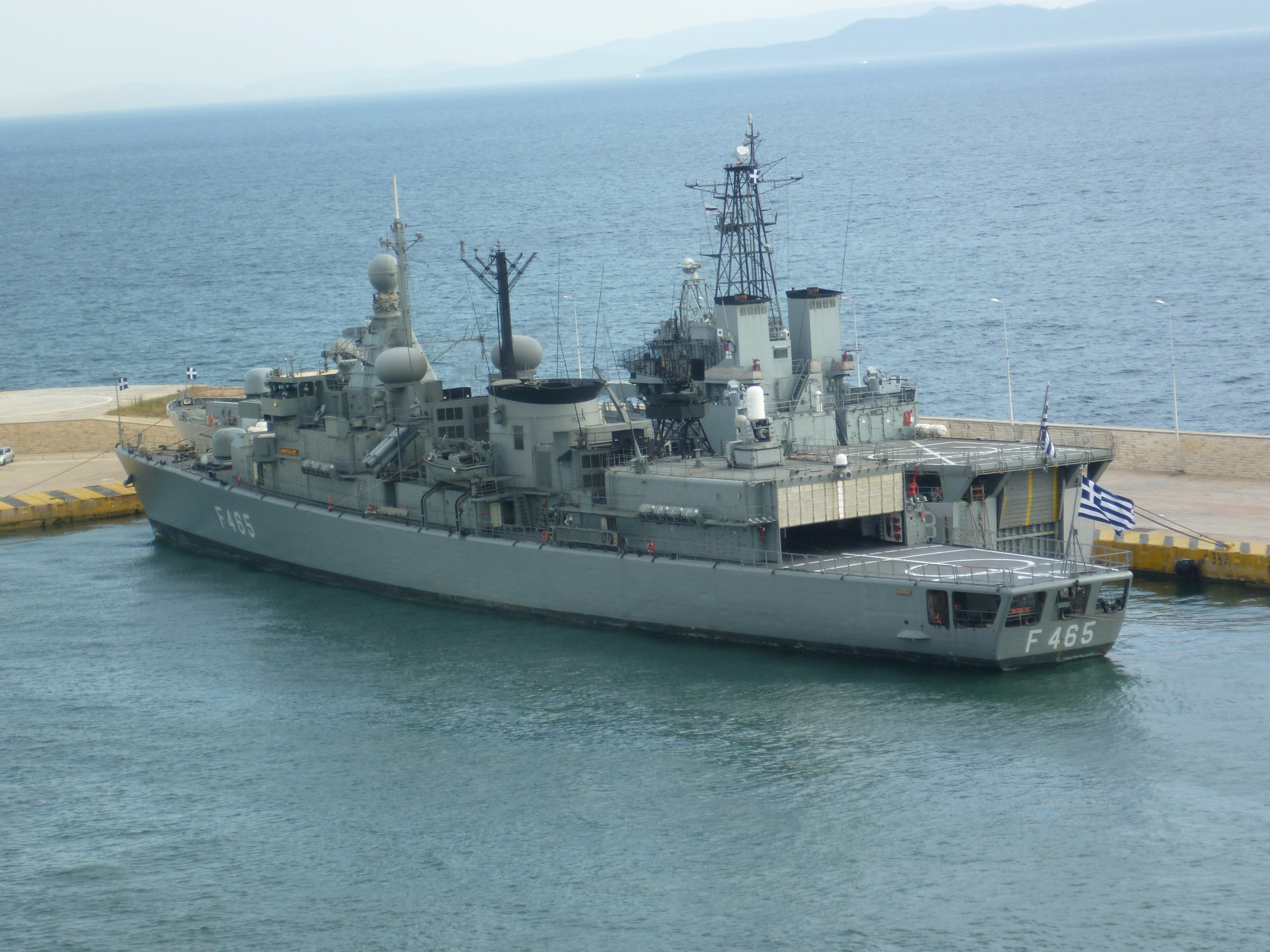
Fregata třídy Elli, zakoupená z nizozemských přebytků. Pozná se podle jediného kompletu Phalanx umístěného na střeše hangáru.

Výzbroj prvních dvou jednotek je následující. Ve dvou dělových věžích na přídi a na střeše hangáru, jsou umístěny 76,2mm kanóny OTO Melara Compact. Později je doplnily dva 20mm systémy blízké obrany Phalanx CIWS. K ničení vzdušných cílů slouží osminásobné vypouštěcí zařízení protiletadlových řízených střel Aspide, umístěné mezi přední dělovou věží a můstkem (nizozemská plavidla nesla příbuzný systém Sea Sparrow). Během služby byly fregaty vybaveny dvama čtyřnásobnými kontejnery pro protilodní střely Harpoon. Protiponorkovou výzbroj tvoří dva dvojhlavňové 324mm protiponorkové torpédomety Mk 32. Na zádi fregat je přistávací paluba a hangár pro uskladnění jednoho vrtulníku. Hangár je, oproti nizozemskému vzoru, prodloužen o 2,2 metru, aby mohl pojmout dva vrtulníky AB-212.
Původně nizozemská plavidla mají jen jeden 76,2mm kanón a jeden obranný systém Pahalnx na místě dříve použitého nizozemského kompletu Goalkeeper.
Pohonný systém je koncepce COGOG. Pro ekonomickou plavbu slouží dvě plynové turbíny Rolls Royce Tyne RM1C, přičemž v bojové situaci lodě pohání dvě plynové turbíny Rolls Royce Olympus TM3B. Lodní šrouby jsou dva. Dosah je 4700 námořních mil při 18 uzlech. Nejvyšší rychlost dosahuje 30 uzlů.